# Borodinia macrophylla
Borodinia es un género monotípico de fanerógamas perteneciente a la familia Brassicaceae.  Su única especie: Borodinia macrophylla es originaria de China.

## Taxonomía
Borodinia macrophylla fue descrita por (Turcz.) O.E.Schulz y publicado en Das Pflanzenreich IV. 105(Heft 89): 342. 1927.
Sinonimia
- Arabis alaschanica Maxim.
- Arabis holanshanica Y.Z.Lan & T.Y.Cheo
- Arabis macrophylla (Turcz.) Berkut.
- Arabis tilingii (Regel) Berkut.
- Borodinia baicalensis Busch
- Borodinia tilingii (Regel) Berkut.
- Braya tilingii Regel
- Draba macrophylla Turcz.[3]